# Quarto de empregada
A dependência de serviço ou quarto de serviço, popularmente conhecido quarto de empregada ou quarto de empregado, é um cômodo reservado para moradia dos trabalhadores domésticos que residem no local de trabalho. Costuma ser separado do ambiente comum de circulação da família da casa, porém sempre vinculado e próximo à área de serviço. Para desconforto de quem dele faz uso, o quarto de empregada costuma, desde a fase conceitual do projeto arquitetônico, ser desprivilegiado em comparação ao resto da casa, seja em atributos de dimensão espacial, ventilação ou iluminação.

## História
Na Inglaterra, a partir do século XVII, a necessidade de se manter um espaço no próprio lar (principalmente dos mais abastados) para criados, lacaios, governantas e mordomos, cresceu. Isso se deu basicamente pela grande distância entre onde os empregados moravam para as grandes casas e mansões de seus empregadores. Na era vitoriana, o trabalho doméstico atingiu seu pico.
Foram construídas acomodações para os empregados que eram empurradas para as margens da casa. Quartos de empregados internos e externos (como cavalariços) eram localizadas interna ou externamente. Eles tinham suas "caixas" pessoais, em que guardavam seus itens pessoais independendo da residência onde trabalhavam, mas a mobília era completamente fornecida pelo empregador. Mordomos e governantas eram hierarquicamente superiores às criadas e lacaios, portanto, a qualidade das acomodações e móveis daqueles eram notadamente superiores aos destes. Para exemplificar, governantas e mordomos possuíam acomodações mais parecidas com as de seus empregadores. Em parte, porque acabavam recebendo móveis que os empregadores não queriam mais. Além disso, tinham tapetes, poltronas, jogos de chá, escrivaninhas, quadros, livros, lareira em seu quarto exclusivo, coisas que eram raras de se encontrar entre os empregados da base da hierarquia, que recebiam o básico e muitos tinham que compartilhar seus quartos.

## Brasil
Em toda a história da arquitetura brasileira, as dependências de serviço estiveram presentes nas casas e, posteriormente, apartamentos, sendo inseridas predominantemente em habitações de espaços das cidades considerados de classe média e alta. Nos períodos colonial e imperial, as senzalas se faziam presentes; no fim do século XIX, as edículas passaram a ser predominantes; e, por fim, os quartos de empregada começaram a se popularizar a partir da década de 1920 do século XX.
Até que os proprietários da casa precisassem, forçadamente, ter mais contato com as instalações de serviço da casa, estas áreas sofriam de isolamento em relação ao resto da casa e descaso por parte dos donos e donas da habitação. Não havia preocupação com a eficiência da realização dos serviços domésticos, nem com as condições de trabalho e de execução dos afazeres ou com os utensílios e ferramentas.
Assim como no auge do uso dos quartos de empregada no Brasil (muitas vezes esses espaços sendo verdadeiros cubículos precários), as senzalas eram simples ao extremo, enquanto o resto da casa tinha grandes dimensões com diversos cômodos, havendo distinção entre atividades, ao contrário das senzalas (e, em muitos casos, o quarto de empregada), onde o espaço de descanso e trabalho eram indivisíveis. Isto revela e representa o estado de desigualdade de ambos os períodos.
Como no século XIX, as casas costumavam ser extensas, diversos escravizados eram necessários para executar, entre outros, o trabalho doméstico. Porém, com o advento da Abolição da Escravatura, e por esses serviços agora serem remunerados, não era viável a manutenção de muitos empregados por parte dos donos da casa. Desta forma, quem podia pagar, agora pagava um número bem menor de trabalhadores; e quem não podia, agora passaria a ter que fazer o trabalho doméstico por si próprio.
Houve um impacto social muito forte tanto para os negros agora libertos, como para muitos cidadãos de classe média que não poderiam mais arcar com as despesas de nenhum empregado. Com essa crescente familiaridade dos moradores proprietários da casa com trabalhos braçais, toda a estrutura das residências, principalmente as áreas de serviço, foi altamente modificada. Até as cozinhas foram modernizadas, pois se passou a ter uma necessidade maior de vigilância e supervisão por parte das proprietárias, já que governantas eram cada vez mais raras.
O tamanho das casas diminuiu, e o "quarto de empregada" evoluiu para os cômodos denominados edículas do século XIX. O preconceito com esse tipo de trabalho diminuiu e os cômodos ligados a serviço, como os dormitórios dos empregados, ficou menos isolado e mais integrado a casa. Mesmo assim, localizavam-se na parte posterior das casas, ou seja, nos fundos dos quintais, separados da casa ou nos fundos da habitação principal.

### Século XX
A partir do início do século XX, primeiramente nas grandes cidades como Rio de Janeiro e São Paulo, houve um movimento de verticalização urbana, destinado à classe média (e rejeitado pelas classes mais altas), devido ao avanço da urbanização, ao crescimento populacional e à necessidade de adensamento. Além da queda do poder de compra, as zonas centrais já estavam ficando saturadas, portanto, os integrantes da classe média, para não terem de passar a morar em bairros de periferia, onde teriam dificuldades, como a distância pro trabalho, a precariedade do transporte coletivo e dos serviços de água, gás e esgoto, escolheram passar a residir em edifícios de apartamentos, endossando e fortalecendo a tendência desse tipo de habitação compartilhada. A estrutura dessas novas residências eram projetadas para lembrar ao máximo as antigas residências (casas isoladas) da classe média, de tal forma que ainda havia o esquema de valorização social e arquitetônica das frentes dos apartamentos e desvalorização dos fundos, assim como eram nas casas do século XIX, com suas edículas, além de conservar a antiga rígida separação entre dependências sociais e de serviços. Assim, nos fundos, localizava-se o quintal, e, neste, garagem, casa de zelador, depósito etc. Porém, dentre outros, havia o fator da tendência de redução das dimensões dos cômodos e do apartamento em si, valorizando o uso de paredes únicas para separá-los. Em conclusão, os aposentos de serviço, entre eles o quarto de empregada, passaram, definitivamente, a integrar o corpo da residência principal, que, no caso, agora era a única. Como curiosidade, segundo Carlos Alberto Cerqueira Lemos, o Brasil foi o primeiro e único país a possuir edifícios com a preocupação de se haver separação de circulações entre pessoas, trazendo as famosas entradas de serviço independentes ou cozinhas com saídas diretas para o elevador.
Os primeiros projetos de edifícios de apartamentos do século XX, no entanto, não traziam apenas essa tendência de por os quartos de empregada juntamente ao resto da casa, mesmo que ainda segregados. Pelo contrário, de forma muito disseminada na época, muitos projetos tinham andares inteiros dedicados apenas para comportar todos os quartos de empregada de todos os apartamentos do edifício, reforçando ainda mais a segregação e a valorização da privacidade, em conformidade com a ideia de tentar reproduzir todo o ambiente encontrado nas antigas casas que a classe média teve que abdicar. Provavelmente eram inspirados nos chambres-de-bonne parisienses, que já entravam em desuso na Europa. Porém, esse tipo não durou muito tempo; foi encontrado apenas nos primeiros projetos.

### Hoje
A área de serviço já representou, em média, 1/4 da casa, podendo ter até mais de um quarto de empregada. O valor do imóvel era diretamente proporcional com o tamanho dessa área. Porém, com o crescimento do uso de eletrodomésticos, hoje largamente utilizados, esse espaço diminuiu enquanto a área social aumentou.
Hoje, há preferência por pagar serviços avulsos, apenas quando necessário, como passadeiras e faxineiras, ou por pagar diaristas, cujo serviço muito se assemelha com a função da empregada, mas tem uma relação mais distante da família, além de não dormirem no local de trabalho. Em relação ao ambiente do lar, as famílias estão prezando pela praticidade, atualmente. Em 2013, de acordo com o diretor de uma empresa de negócios imobiliários, Bernardo Laender, 9 em cada 10 de seus clientes que estão à procura de um novo imóvel de pequeno porte, não têm a necessidade de um cômodo para ser o quarto da empregada.
O que era comum há uma geração atrás, já não é mais algo que as famílias se preocupam, muito pelo custo do serviço, que hoje é mais alto, além das habitações serem menores, fazendo com que aproveitem ao máximo o espaço onde vivem. Nos apartamentos e casas mais antigos, há um reaproveitamento do que, tempos atrás, era o quarto de empregada. Os moradores acabam fazendo desse espaço, hoje, inutilizado, um cômodo com um novo objetivo, como escritórios e espaços de leitura.

### Legislação trabalhista de 1988
Desde a década de 1980 é observada uma relevante queda na presença desse tipo de cômodo nas casas e apartamentos. Hoje em dia, raramente projetos de novas residências consideram implantar um espaço exclusivo para o quarto de empregada, muito devido à mudança na legislação trabalhista de 1988, trazendo a formalização da prestação do serviço doméstico, que fez com que houvesse redução desse tipo de contratação.
Algumas mudanças nas leis trabalhistas foram a obrigação do pagamento do adicional noturno e a hora extra.
No parágrafo único do artigo 7 da Constituição Federal de 1988, são definidas as alterações na lei que contemplam trabalhadores domésticos, que foram (em negrito os direitos garantidos já na data de resolução da lei):
- Salário mínimo (inc. IV);
- Irredutibilidade do salário (inc. VI);
- Garantia de salário, nunca inferior ao mínimo, para os que percebem remuneração variável (inc. VII);
- Décimo terceiro salário (inc. VIII);
- Criminalização da retenção de salário pelo empregador (inc. X);
- Duração do trabalho de 8 horas diárias e 44 semanais, com possibilidade de acordo para compensação de horários e redução da jornada (inc. XIII);
- Repouso semanal remunerado (inc. XV);
- Valor da hora extra passa a ser o valor da hora normal acrescido de 50% (inc. XVI);
- Férias remuneradas (inc. XVII);
- Licença-maternidade ou licença-paternidade (incisos XVIII e XIX, respectivamente);
- Aviso prévio proporcional ao tempo de serviço (inc. XXI);
- Redução dos riscos relacionados a saúde, higiene e segurança (inc. XXII);
- Aposentadoria (inc. XXIV);
- Reconhecimento das convenções e acordos coletivos de trabalho (inc. XXVI);
- Proibição de diferença de salários e funções e de critério de admissão por motivo de sexo, idade cor ou estado civil (inc. XXX);
- Proibição de qualquer discriminação em relação a salário e critério de admissão por motivo de deficiência (inc. XXXI);
- Proibição de trabalho noturno, perigoso ou insalubre a menores e de qualquer tipo de trabalho a menores de 16 (originalmente, 14) (inc. XXXIII).

Considerando o crescimento da quantidade de direitos dos trabalhadores domésticos já na época da resolução da lei e, ainda, seu aumento ao longo dos anos, pode-se entender melhor que isso foi um fator primordial que contribuiu para a diminuição desse tipo de contratação e, consequentemente, do uso do quarto de empregada. Segundo o sindicato de empregadas domésticas de São Paulo (movimento cuja natureza foi prestigiada entre as mudanças da lei (Art. 7, inc. XXVI)), os tipos de serviço que ainda se faz necessário que o profissional durma no trabalho (no caso, a residência dos empregadores) são cuidadores e babás; e não mais as empregadas domésticas tradicionais.